# Eleccions legislatives belgues de 1919
Les Eleccions legislatives belgues de 1919 se celebraren el 16 de novembre de 1919, poc després d'acabar la Primera Guerra Mundial. Guanyaren els catòlics, que formaren un govern presidit per Léon Delacroix.
| Partit | Partit      | Cambra de Representants | Cambra de Representants | Cambra de Representants | Senat     | Senat  | Senat  |
| Partit | Partit      | Vots                    | %                       | Escons                  | Vots      | %      | Escons |
| ------ | ----------- | ----------------------- | ----------------------- | ----------------------- | --------- | ------ | ------ |
|        | Socialistes | 645.124                 | 36,62%                  | 70                      | 388.011   | 24,53% | 20     |
|        | Catòlics    | 619.911                 | 35,19%                  | 70                      | 685.041   | 43,30% | 43     |
|        | Liberals    | 310.876                 | 17,65%                  | 34                      | 490.046   | 30,98% | 30     |
|        | Frontpartij | 60.814                  | 3,5%                    | 5                       |           |        |        |
|        | Altres      | 125.075                 | 7,05%                   | 7                       | 18.914    | 1,20%  | 0      |
| Total  | Total       | 1.761.802               | 100%                    | 186                     | 1.582.012 | 100%   | 93     |